# Odontopera paliscia
Odontopera paliscia är en fjärilsart som beskrevs av Louis Beethoven Prout 1922. Odontopera paliscia ingår i släktet Odontopera och familjen mätare. Inga underarter finns listade i Catalogue of Life.